# Giuseppe Torelli (matematico)
Giuseppe Torelli (Verona, 3 novembre 1721 – Verona, 18 agosto 1781) è stato un matematico e letterato italiano.
Studiò giurisprudenza all'Università di Padova, ottenendo il dottorato. Avendo ereditato una fortuna considerevole, una volta rientrato a Verona poté dedicarsi agli studi delle scienze, in particolare matematica, ma anche storia, filosofia, arte, antiquariato e letteratura. Apprese il greco, il latino, l'ebraico, l'inglese, il francese e lo spagnolo.
Dopo decenni di stesura, ripubblicò le opere di Archimede, sia in greco che in latino. Il libro fu pubblicato postumo nel 1792 a Oxford (Clarendon Press), edito dal professore di astronomia Robertson. Inoltre tradusse in italiano vari autori classici tra cui Esopo (le Favole), Teocrito, Catullo, Plauto e Virgilio (i primi due libri dell'Eneide). Dall'inglese ha tradotto  in italiano l'Elegia scritta in un cimitero campestre di Thomas Gray. Era anche conosciuto per i suoi studi su Dante.
Esiste una sua biografia scritta dall'amico Clemente Sibiliato, edita nel 1792.